# Harirampur
Harirampur är ett underdistrikt i Bangladesh.   Det ligger i provinsen Dhaka, i den centrala delen av landet, 50 km väster om huvudstaden Dhaka.
Trakten runt Harirampur består till största delen av jordbruksmark. Runt Harirampur är det mycket tätbefolkat, med 1 886 invånare per kvadratkilometer.